# 松尾大社車站

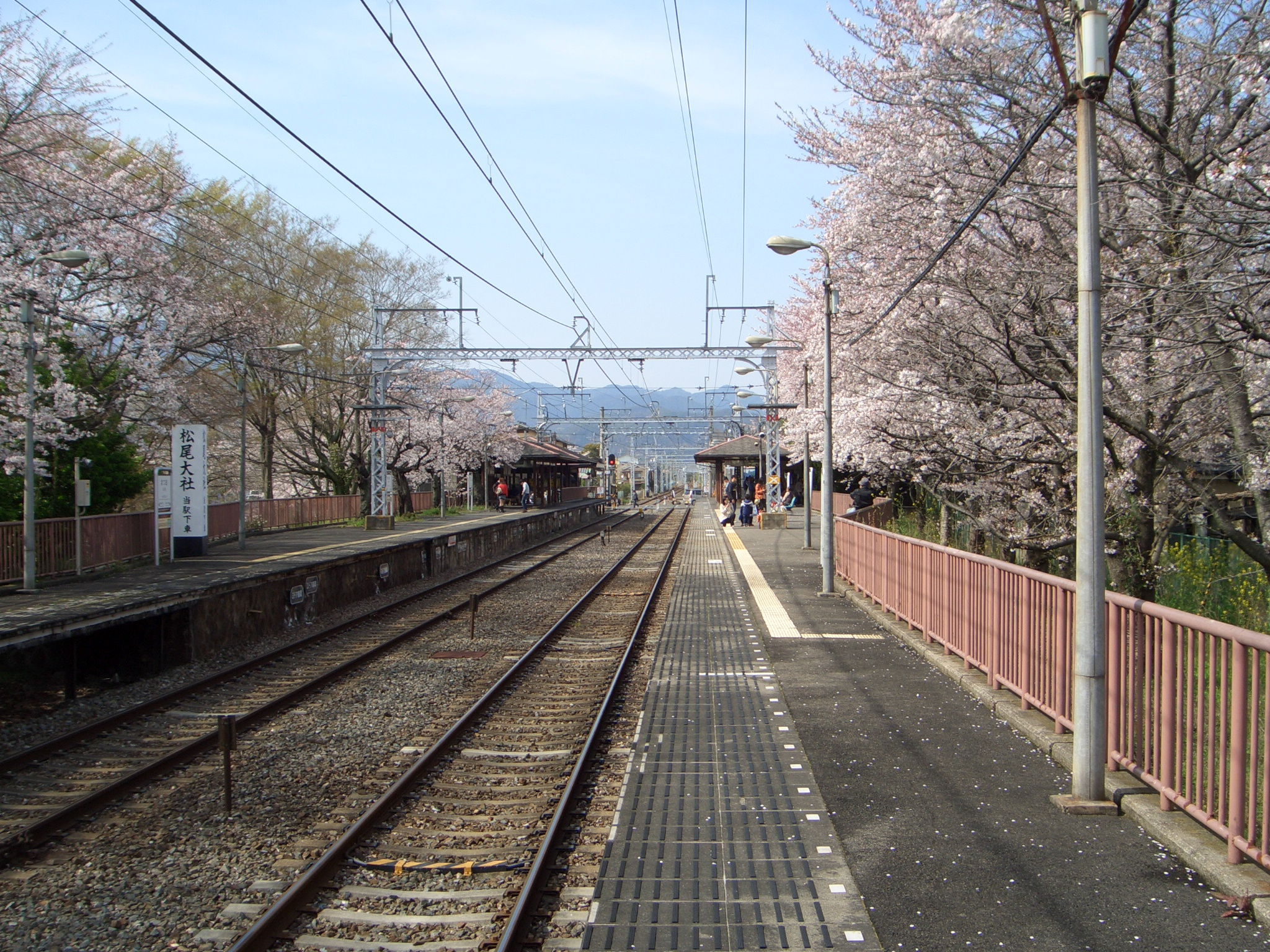
月台

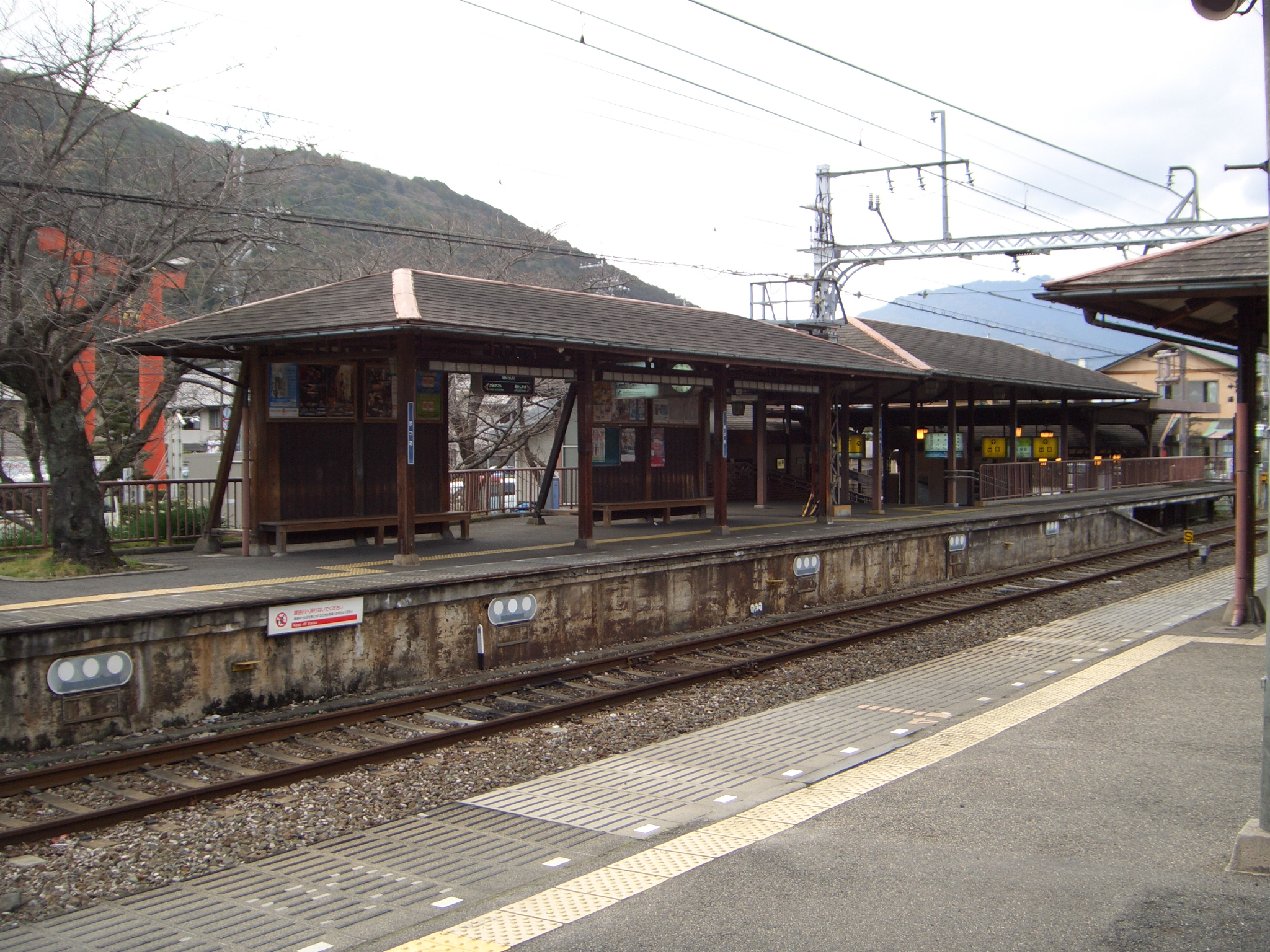
往嵐山方向的月台棚頂

松尾大社站（日语：／ Matsuo-taisha eki */?），是一個位於京都市西京區嵐山宮之前町，屬於阪急電鐵嵐山線的鐵路車站。車站編號為HK-97。
站名起源於松尾大社，雖然松尾大社的正式讀法為「まつのおたいしゃ」，站名則採用「まつおたいしゃ」的讀法。

## 歷史
- 1928年（昭和3年）11月9日 - 新京阪鐵道（日语：新京阪鉄道）嵐山線開通，本站同時以松尾神社前站（まつおじんじゃまええき）的名稱開業[2][3]。
- 1930年（昭和5年）9月15日 - 由於公司合併，成為京阪電氣鐵道的車站[2]。
- 1943年（昭和18年）10月1日 - 由於公司合併，成為京阪神急行電鐵（現在的阪急電鐵）的車站[2]。
- 1944年（昭和19年）1月9日 - 由於資材供出，嵐山線全線單線化。
- 1948年（昭和23年）1月1日 - 改稱為松尾站（まつおえき）[2][3]。
- 1950年（昭和25年）3月13日 - 成為交會站[4]。
- 1979年（昭和54年）11月28日 - 設置自動售票機[5]。
- 2013年（平成25年）12月21日 - 改稱為松尾大社站[6]。同時導入車站編號[2]。
- 2017年（平成29年）3月25日 - 往桂站方向的驗票口啟用。

## 車站構造
側式月台2面2線的地面車站，設有交會設備。本站位於松尾橋西詰、松尾大社前十字路口東南角。
之前站房只設在往嵐山方向的那一側，2017年3月25日，也在對面（往桂方向）設置新的月台及驗票口。両側月台可藉由地下道連通。

### 月台配置
| 月台 | 路線   | 方向 | 目的地                        |
| ---- | ------ | ---- | ----------------------------- |
| 1    | 嵐山線 | 上行 | 往 嵐山                       |
| 2    | 嵐山線 | 下行 | 往 桂、京都、大阪、神戶、寶塚 |

## 使用狀況
根據京都市統計書統計，2019年（令和元年）度1日的上下車人次為5,858人（年間2,144,000人）。

## 車站周邊
- 松尾大社
- 梅宮大社
- 月讀神社
- 西芳寺（苔寺）
- 華嚴寺（鈴蟲寺）
- 嵐山東公園
- 京都梅津德丸郵局
- 京都銀行松尾分行
- 京都朝鮮第二初級學校

## 公車路線
設有公車站「松尾大社前」，可搭乘京都市營巴士及京都巴士。
| 系統       | 目的地              | 主要行經地                                                                         | 營運公司     |
| ---------- | ------------------- | ---------------------------------------------------------------------------------- | ------------ |
| 28         | 大覺寺              | 嵐山                                                                               | 京都市營巴士 |
| 28         | 京都站              | 四條大宮                                                                           | 京都市營巴士 |
| 29         | 洛西客運總站        | 國道中山                                                                           | 京都市營巴士 |
| 29         | 四條烏丸            | 松尾橋                                                                             | 京都市營巴士 |
| 63・73     | 苔寺・鈴蟲寺        |                                                                                    | 京都巴士     |
| 63         | 四條河原町･三條京阪 | 嵐山・太秦廣隆寺（映畫村）･圓町站･二條站・堀川御池（二條城）・烏丸御池・河原町三條 | 京都巴士     |
| 73・快速73 | 京都站              | 嵐山・太秦廣隆寺（映畫村）・太秦天神川站前・西大路四條・四條大宮・四條烏丸         | 京都巴士     |
| 無系統     | 有栖川              |                                                                                    | 京都巴士     |

松尾橋東詰設有公車站「松尾橋」，可搭乘京都市營巴士的3・67・71・特71號系統。

## 相鄰車站
阪急電鐵
 嵐山線
上桂（HK-96）－松尾大社（HK-97）－嵐山（HK-98）
- 春、秋登山季節的臨時列車與直通特急在嵐山線內各站停車。

## 外部連結
- 松尾大社 - 阪急電鐵